# Ralph Lauren
Ralph Lauren (* 14. října 1939, Bronx, New York, USA jako Ralph Lifshitz) je americký módní návrhář. Je známý pro značku Polo Ralph Lauren.

## Biografie
Narodil se aškenázským židovským imigrantům z Běloruska. Později absolvoval obchodní školu. Koncem 60. let založil značku Polo a boutique v New Yorku s elegantním sportovním oblečením. V 70. letech se podílel na kostýmech ve filmu Velký Gatsby, čímž si vysloužil uznání. Ve stejném období se začal věnovat parfémům. V roce 2007 měl po celých Spojených státech 35 butiků.

## Populární kultura
V televizním seriálu Přátelé pracuje Rachel v módní společnosti Ralph Lauren. Ralph Lauren se v jednom díle objeví a hraje sám sebe.